# NGC 487
NGC 487 là một thiên hà xoắn ốc có rào chắn nằm cách Trái Đất khoảng 250 triệu năm ánh sáng trong chòm sao Kình Ngư. Vận tốc tính toán của NGC 487 là 5949 km / s. NGC 487 được phát hiện bởi nhà thiên văn học người Mỹ Francis Leavenworth vào ngày 28 tháng 11 năm 1885.